# Кізицькі мученики
Святі мученики Кізицькі (англ. Nine Martyrs of Cyzicus) — дев'ять християн замучених в м. Кизика у 3 столітті.
У місті Кизиці, що в Малій Азії, були замучені за Христову віру дев'ять християн: 
- Теогнід
- Руф
- Антипатер
- Теостих
- Артем
- Магн
- Теодор
- Тавмасій
- Филимон

Коли за правління імператора Костянтина Великого вірні Кизика збудували на честь мучеників церкву і поклали в ній їхні святі мощі, в місті почали діятися чуда, передусім оздоровлення недужих. Завдяки цим чудам майже всі жителі міста навернулися до Христової віри. 
Пам'ять — 12 травня.